# Archie Gray
Archie Gray, född 12 mars 2006 i Durham, är en engelsk-skotsk fotbollsspelare som spelar för Tottenham Hotspur. Archies far Andy Gray, farfar Frank Gray och gammelfarbror Eddie Gray har alla representerat Leeds United och Skottland på landslagsnivå.

## Karriär
Gray kom till Leeds United och började spela i deras U9-lag. Gray avancerade snabbt igenom akademin och på begäran av Marcelo Bielsa träffades en överenskommelse mellan Leeds United och Grays skola för att Gray skulle få missa lektioner för att träna med Leeds förstalag.
Som 15-åring togs Gray ut i Leeds matchtrupp för en Premier League-match mot Arsenal den 18 december 2021. Hade han bytts in under matchen skulle han ha slagit rekordet för Leeds Uniteds yngsta spelare, satt 1962 av Peter Lorimer. Han togs ut i matchtruppen ytterligare fem gånger under säsongen 2021-22 men utan att göra några framträdanden.
Den 6 augusti 2023 gjorde han sin seniordebut i Championship-premiären mot Cardiff City på Elland Road. Gray gjorde 52 framträdanden för Leeds under säsongen 2023-24 som avslutades med en finalförlust i playoff mot Southampton. I april 2024 utsågs Gray till Championships Young Player of the Season.
Den 2 juli 2024 skrev Gray på för Premier League-klubben Tottenham Hotspur för en rapporterad övergångssumma om cirka 40 miljoner pund.